# Danka Barteková

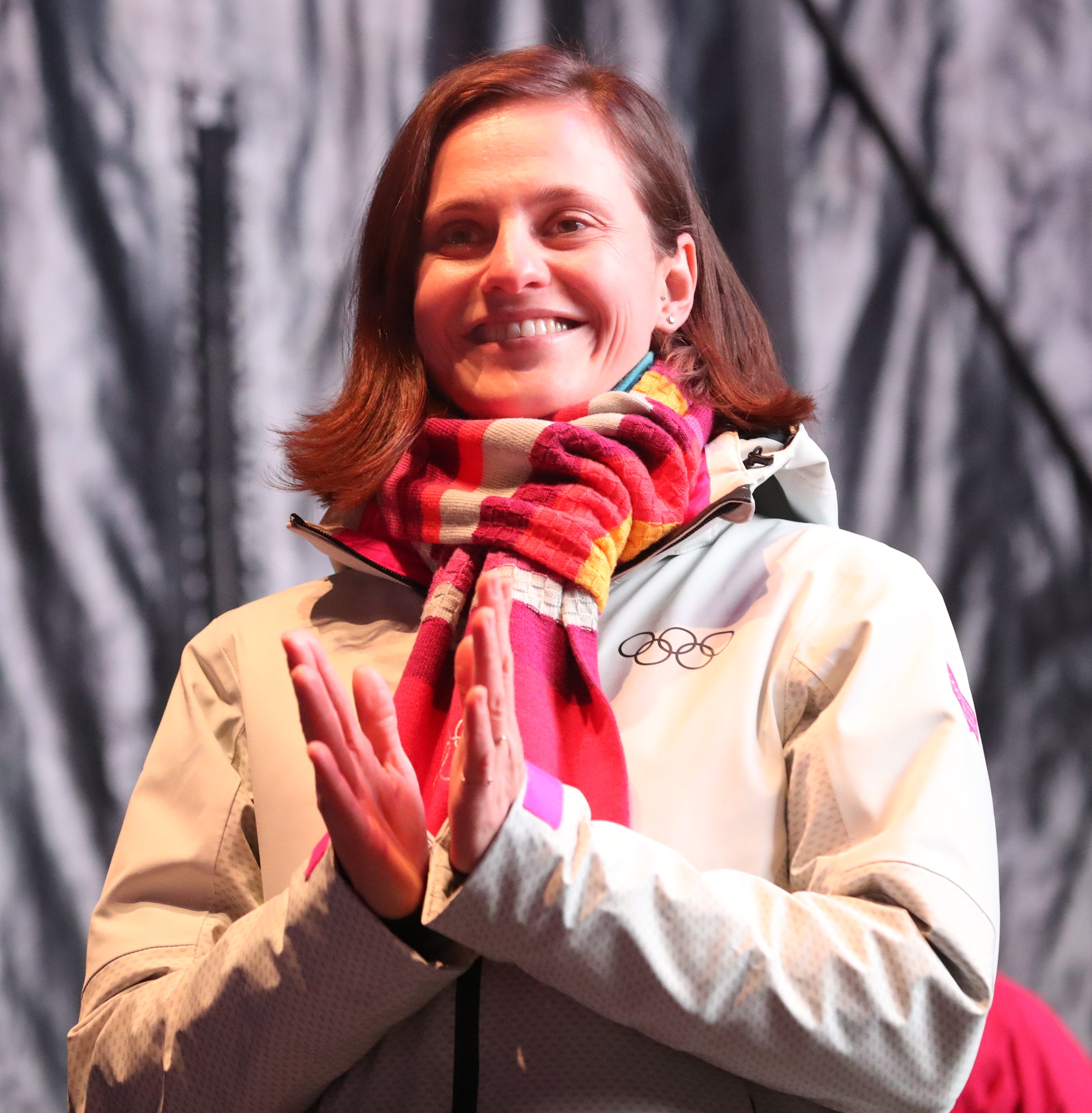
Danka Barteková (2020)

Danka Barteková (* 19. Oktober 1984 in Trenčín) ist eine slowakische Sportschützin.
Barteková nahm erstmals 2008 in Peking an den Olympischen Sommerspielen teil und wurde Achte im Skeet. 2012 gewann die Schützin von ŠKP Bratislava in London hinter Kim Rhode und Wei Ning die Bronzemedaille im Skeet. Bei Weltmeisterschaften gewann sie 2001 in Kairo Silber, 2003 in Nikosia, 2005 in Lonato, 2006 in Zagreb und 2010 in München Bronze und 2023 in Baku Gold im Einzelwettbewerb, im Team 2002 in Lahti sowie 2003 und 2005 Silber. 2008 (in Nikosia) und 2010 (in Kasan) wurde sie jeweils Skeet-Europameisterin. Viermal gewann sie die ISSF World Cups, darunter das Weltcupfinale 2012 in Maribor, weitere dreimal wurde sie Zweite und zweimal Dritte. Seit 2012 ist sie für acht Jahre  Mitglied des Internationalen Olympischen Komitees.
Während der Schlussfeier der Olympischen Sommerspiele 2020 in Tokio war sie die Fahnenträgerin ihrer Nation.